# Driejaarlijkse Pil-van Gastelprijs voor Geschiedenis
De Driejaarlijkse Pil-van Gastelprijs voor Geschiedenis is een prijs voor een belangrijke rechtstreekse bijdrage tot de wetenschappelijke studie van de Vlaamse beweging, sinds 1998 uitgereikt door het ADVN.
Deze prijs ontstond uit een legaat dat in 1995 door Emiel Pil (1924-1992) aan het Archief en Documentatiecentrum voor het Vlaams Nationalisme (ADVN) werd geschonken.
Emiel Pil vervulde een belangrijke rol in de Vlaamse beweging, én als historicus én als geëngageerde en open Vlaamsgezinde monnik. Emiel Pil was de zoon van het vooraanstaande Vlaamsgezinde echtpaar Albrecht Pil en Marie van Gastel. Overeenkomstig de wens van Emiel Pil aanvaardde het ADVN dit legaat met de bedoeling om een belangrijke rechtstreekse bijdrage te leveren tot de wetenschappelijke studie van de Vlaamse beweging. Daartoe werd de Driejaarlijkse Pil-van Gastelprijs voor Geschiedenis in het leven geroepen.
De prijs stelt zich tot doel een aanzienlijke bijdrage te kunnen leveren tot een vernieuwend inzicht in de diverse aspecten van de beweging. Gevraagd wordt: een uitgegeven of onuitgegeven oorspronkelijke en wetenschappelijke studie. De voorkeur gaat daarbij uit naar een biografische studie van een figuur of een monografische studie van een groep of stroming uit de 19de of 20ste eeuw.

## Uitgereikte prijzen
- Eerste Pil-van Gastelprijs, periode 1995-1997, plechtigheid op 9 mei 1998. Eervolle vermeldingen aan Annelies Beck voor de studie De IJzerbedevaarten 1945-1965. Een politieke massamanifestatie en aan Bart De Wever voor de studie Vlaanderen eerst! De herrijzenis van de Vlaams-nationale partijpolitiek 1945-1965. Het arrondissement Antwerpen.
- Tweede Pil-van Gastelprijs, periode 1998-2000, uitgereikt op 9 mei 2001. Laureaten: Daniël Vanacker voor de publicatie De Frontbeweging. De Vlaamse strijd aan de IJzer (Koksijde, 2000) en Lode Wils voor de publicaties De Messias van Vlaanderen. Frans van Cauwelaert 1880-1910 (Antwerpen, 1998) en Frans van Cauwelaert en De barst in België 1910-1919 (Antwerpen, 2000).
- Derde Pil-van Gastelprijs, periode 2001-2003, uitgereikt op 8 mei 2004. Laureaat: Joris Dedeurwaerder voor de publicatie Professor Speleers: een biografie (Antwerpen-Gent, 2002).
- Vierde Pil-van Gastelprijs, periode 2004-2006 werd niet toegekend.
- Vijfde Pil-van Gastelprijs, periode 2007-2009, uitgereikt op 21 oktober 2010. Laureaat: Daniël Vanacker voor de publicatie Een averechtse liberaal. Leo Augusteyns en de liberale arbeidersbeweging & Van activist tot antifascist. Leo Augusteyns en het Vlaams-nationalisme (Gent, 2008).
- Zesde Pil-van Gastelprijs, periode 2010-2012, uitgereikt op 1 juni 2013. Laureaat: Kevin Absillis voor de publicatie Vechten tegen de bierkaai. Over het uitgevershuis van Angèle Manteau (1932-1970) (Antwerpen, 2009).
- Zevende Pil-van Gastelprijs, periode 2013-2015, uitgereikt op 8 oktober 2016. Twee laureaten:
  - Dieter Vandenbroucke voor de publicatie Dansen op een vulkaan. Victor J. Brunclair schrijver in een bewogen tijd
  - Harry Van Velthoven voor de publicatie Scheurmakers & Carrièristen. De opstand van christendemocraten en katholieke flaminganten 1890-1914.
- Achtste Pil-van Gastelprijs, periode 2016-2018, uitgereikt op 23 november 2019.Twee laureaten:
  - Martin Schoups & Antoon Vrints, "De overlevenden. De Belgische oud-strijders tijdens het interbellum".
  - Bert Govaerts, "Ernest Claes. De biografie van een heer uit Zichem;'
- Negende Pil-van Gastelprijs, periode 2019-2021 werd niet toegelend.